# Renato Travaglia
Renato Travaglia, né le 26 octobre 1965 à Cavedine, est un pilote de rallye italien.

## Biographie
Renato Travaglia commence la compétition automobile sur Opel Corsa en 1987 et reste fidèle à cette marque jusqu'en 1990. Il passe alors sur BMW en 1991, Ford Escort RS Cosworth en 1992 et 1993 (participant au WRC, et remportant le groupe N des 1000 Miglia en championnat d'Europe), Renault Clio Williams en 1994 et 1995, Subaru Impreza 555 en 1997, Mitsubishi Lancer en 1998, Peugeot 306 Maxi en 1998, 1999 et 2000 puis Peugeot 206 WRC et XS S1600 en 2001, 2002, 2003 et 2004, Renault Clio S1600 en 2005, Mitsubishi Lancer en 2005, 2006, 2007, Fiat Abarth Grande Punto S 2000 (team Island Motorsports)en 2007, 2008 et 2009, et enfin Peugeot 207 S2000 en 2009 et 2010 (team Friulmotor de Claudio De Cecco).
En 2007, il participe régulièrement au championnat IRC.
Son copilote fut longtemps Flavio Zanella, de 1995 à 2005.
En 2014 il réoriente son programme de compétition vers le Trofeo Rally Terra, qu'il remporte avec 4 victoires, dont une absolue au Rallye de la Costa Smeralda en Sardaigne.

## Palmarès (au 30/11/2013)

### Titres
- Double Champion d'Europe des rallyes, en 2002 sur Peugeot 206 WRC, et 2005 sur Renault Clio S1600 et Mitsubishi Lancer Evolution VII.
- Champion d'Italie des rallyes, en 2002 sur Peugeot 206 WRC ;
- Champion d'Italie des rallyes Terre, en 2014 sur Peugeot 207 S2000 (essentiellement) / Mitsubishi Lancer Evo IX (début de saison) ;
- Sextuple Champion d'Italie des rallyes 2 roues motrices / 2 litres, consécutivement, en 1995, 1996, 1997, 1998, 1999 et 2000, au volant de marques françaises essentiellement, Renault Clio et Peugeot 306 ;
- Champion d'Italie des rallyes en groupe N, en 1993, sur Ford Escort RS ;
  - 2003 : vice-champion d'Italie des rallyes catégorie S 1600 ;
  - 2006 : vice-champion d'Italie des rallyes en groupe N ;
  - 2003 et 2009 : 3e du championnat d'Italie ;
  - 2007 : 3e du championnat d'Europe.

### 22 victoires en championnat d'Europe
- 1998: Targa Florio
- 2001, 2002 et 2005: rallye Mille Miglia
- 2001, 2002 et 2006: rallye del Salento
- 2001: rallye della Lana
- 2001: Rallye Alpi Orientali
- 2002 et 2005: rallye Barum (Tchéquie)
- 2002 et 2006: rallye San Martino di Castrozza
- 2002 et 2007: rallye d'Antibes
- 2002: rallye del Ciocco e Valle del Serchio
- 2002: rallye Achia Elpa (Grèce)
- 2005: rallye de Madère
- 2005: rallye Vinho da Madeira
- 2007: rallye de Pologne (et 3e au général)
- 2007: rallye Antibes Côte d´Azur
- 2008: rallye de Tchéquie (5e au général)

### 30 victoires en championnat d'Italie
- 1998: Targa Florio
- 1998, 1999 et 2000: rallye dell'Isola d'Elba
- 1999 et 2002 et 2006: rallye Internazionale San Martino di Castrozza
- 1999 et 2000: rallye Appennino Reggiano
- 1999 et 2000: rallye del Gargano
- 2001 et 2009: rallye Alpi Orientali
- 2002 et 2005: Mille Miglia
- 1998: Targa Florio
- 1998: rallye Città di Torino
- 2000: rallye della Marca
- 2000: rallye Appennino Ligure - rallye della Lanterna
- 2000: rallye dei Vestini
- 2000: rallye Vallecamonica
- 2001: rallye del Salento
- 2001: rallye della Lana
- 2002 et 2009: rallye del Ciocco e Valle del Serchio
- 2002: rallye del Salento
- 2004: rallye Sanremo
- 2006: rallye del Salento
- 2006: Rallye San Martino di Castrozza
- 2008: Trofeo ACI Como

(divers Italie: Rally Il Ciocchetto: 2010; Rallye de l'Adriatique en catégorie trophée Terre: 2013)

### 13 victoires en championnat d'Italie deux roues motrices
- Rallye dell'Isola d'Elba: 1998, 1999, et 2000
- Rallye del Gardano: 1999 et 2000
- Rallye Città di Torino: 1999
- Rallye Appennino Reggiano: 1999
- Rallye San Martino di Castrozza: 1999
- Rallye della Marca: 2000
- Rallye della Lanterna: 2000
- Rallye Appennino Reggiano: 2000
- Rallye dei Vestini: 2000
- Rallye Vallecamonica: 2000

### 1 victoire en championnat de France
- 2007: Rallye Antibes Cote d´Azur

### Divers
- Vainqueur du Monza Rally Show: 1999
- Vainqueur du rallye Il Ciocchetto: 2010

### WRC
- Participation à 13 courses, dont 9 rallye Sanremo (5e en 2001), course dont il fut 1er du Groupe N en 1993 -à sa 1re participation-, et qu'il remporta (hors WRC) en 2004

### P-WRC
- Victoire au rallye Sanremo en 1993 (sur Ford Escort RS Cosworth)